# Alfred Dührssen
Alfred Dührssen (Heide, 23 de marzo de 1862 - 11 de octubre de 1933) fue un ginecólogo y obstetra alemán nacido en Heide, cerca de Schleswig-Holstein, en ese momento parte de Dinamarca.
Estudió medicina en la Universidad de Marburgo, así como en la Kaiser-Wilhelm-Akademie für das militärärztliche Bildungswesen (Academia Kaiser-Wilhelm para médicos militares). En 1886 se convirtió en asistente de obstetricia de Adolf Gusserow (1836-1906) en Berlín, y en 1888 comenzó a trabajar como profesor en la Universidad Humboldt de Berlín. En 1892 abrió una clínica privada para enfermedades obstétricas y ginecológicas.
Dührssen fue una figura destacada en la ginecología alemana moderna, siendo recordado por su trabajo pionero en prácticas quirúrgicas como la cesárea vaginal (vaginalen Kaiserschnitt). Fue defensor de los partos institucionales para todos los embarazos y propuso que las mujeres embarazadas se sometieran a pruebas para descubrir posibles dificultades antes de dar a luz.

## Epónimo asociado
- Incisiones de Dührssen: incisiones realizadas en el cuello uterino como medio para lograr la extracción inmediata del feto.[3][4]

## Escritos selectos
- Geburtshülfliches Vademecum für Studierende und Ärzte (Manual ginecológico para estudiantes y médicos); (1890).
- Der Vaginale kaiserschnitt (La cesárea vaginal completa); (1896)
- Über Heilung und Verhütung von Frauenkrankheiten (Tratamiento y prevención de enfermedades relacionadas con la mujer); (1900).
- Die neue Geburtshilfe (Obstetricia moderna); (1923).